# الشقرا (يافع)

تعديل مصدري - تعديل

الشقرا هي إحدى قرى عزلة لبعوس بمديرية يافع التابعة لمحافظة لحج، بلغ تعداد سكانها 233 نسمة حسب تعداد اليمن لعام 2004.